# 34509 Kuwehan
34509 Kuwehan este o planetă minoră (asteroid) din centura de asteroizi. A fost descoperită pe 28 septembrie 2000 la Experimental Test Site⁠(d) de Lincoln Near-Earth Asteroid Research. 
Obiectul prezintă o orbită caracterizată de o semiaxă mare de 2,2372444 UAi, o excentricitate de 0,09, o înclinație de 6,48919 ° în raport cu ecliptica.